# Jeff Larentowicz
Jeff Larentowicz, właśc. Jeffrey Adam Larentowicz (ur. 5 sierpnia 1983 w Pasadenie) – amerykański piłkarz polskiego pochodzenia, zawodnik Atlanta United FC. Gra na pozycji obrońcy lub pomocnika.

## Życiorys

### Kariera klubowa
Larentowicz zaczął grać w akademickim klubie Brown University w 2001 roku. W ciągu czterech lat rozegrał 66 meczów strzelając w nich 7 bramek i zaliczając 6 asyst, pomagając tym samym drużynie Brown Bears w zdobyciu dwóch mistrzostw Ivy League.
Jeff Larentowicz został zauważony przez skautów New England Revolution. Pierwszy sezon spędził na ławce rezerwowej. Jednak w 2006 Larentowicz był coraz częściej wpuszczany na boisko, co zaowocowało 19 występami. Swojego pierwszego gola w MLS strzelił 27 sierpnia 2006 w meczem przeciwko Columbus Crew. W 2007 roku umocniła się jego pozycja w drużynie, po odejściu konkurenta do gry na pozycji defensywnego pomocnika, Shalrie Josepha.
6 maja 2007 po strzeleniu gola przeciwko Chicago Fire, zyskał pseudonim Rudy Ninja.
21 stycznia 2010 został sprzedany do Colorado Rapids wraz z Wells Thompsonem w zamian za zawodników Preston Burpo oraz Cory Gibbs. W 2013 roku przeszedł do Chicago Fire, a w 2016 do Los Angeles Galaxy.
1 stycznia 2017 podpisał kontrakt z amerykańskim klubem Atlanta United FC, umowa do 31 grudnia 2019; bez odstępnego.

### Kariera reprezentacyjna
22 grudnia 2009 Larentowicz otrzymał pierwsze zaproszenie na konsultacje reprezentacji Stanów Zjednoczonych. 4 stycznia 2010 Larentowicz znalazł w kadrze na towarzyski mecz z reprezentacją Hondurasu, jednak w nim nie wystąpił. W reprezentacji Stanów Zjednoczonych zadebiutował natomiast 23 stycznia 2011 w zremisowanym 1:1 towarzyskim meczu z Chile.

## Sukcesy

### Klubowe
New England Revolution
- Lamar Hunt U.S. Open Cup (1): 2007
- North American SuperLiga (1): 2008

Colorado Rapids
- MLS Cup (1): 2010

Atlanta United FC
- MLS Cup (1): 2018
- Campeones Cup (1): 2019
- U.S. Open Cup (1): 2019